# Джафарабад (округ)
Джафараба́д (урду ضلع جعفر آباد‎, англ. Jafarabad District) — один из 30 округов пакистанской провинции Белуджистан. Административный центр — город Джафарабад.

## География
Площадь округа — 2 445 км². На севере граничит с округом Насирабад, на юго-западе — с округом Джхал-Магси, на северо-востоке — с округом Дера-Бугти, на юге — с провинцией Синд.

## Административно-территориальное деление
Округ делится на четыре техсила: Гандакха, Джхат-Пат, Сухбатпур и Уста-Мухаммад.

## Население
По данным переписи 1998 года, население округа составляло 432 817 человека, из которых мужчины составляли 51,99 %, женщины — соответственно 48,01 %. Уровень грамотности населения (от 10 лет и старше) составлял 18,5 %. Уровень урбанизации — 19,76 %. Средняя плотность населения — 177 чел./км².